# Кинабалу
Кинабалу или Кинибалу (на малайски: Gunung Kinabalu) е планински масив в северната част на остров Калимантан, на територията на Малайзия, издигащ се в северната част на планината Крокер.
Височина 4101 m, най-високата точка в Малайзия и в Малайския архипелаг. Изграден е предимно от гранити и гранодиорити. Склоновете му на височина до 3500 m са покрити с влажни екваториални планински гори, а нагоре следват храсталаци и пасища, които са включени в Националния парк Кинабалу. Той е вписан в Световното културно наследство на ЮНЕСКО